# Henri Choisnel
Henri Choisnel est un homme politique, député et membre de la résistance intérieure française.

## Biographie
Henri Choisnel, militant Croix-de-feu puis du Parti social français (PSF), conseiller municipal de Reims, entre dans la résistance intérieure française. Durant l'été 1943, il adhère au mouvement (majoritairement communiste) de résistance du Front national de lutte pour l'indépendance de la France. Il y retrouve un autre membre du PSF, Georges Dompmartin, organisateur du Front national dans la Marne avant l'arrivée du communiste Michel Sicre. Henri Choisnel, dit "Georges Grant", devient responsable local du Noyautage des administrations publiques (NAP).
Après la libération de Reims, il siège à la délégation municipale provisoire présidée par le docteur Billard, autre membre du Front national venu du PSF, et devient maire-adjoint.
Le 9 décembre 1944, il participe à une réunion des anciens dirigeants du PSF de Reims, qui appellent à l'unanimité les membres du PSF marnais à adhérer au Front national.
À partir de novembre 1944, Henri Choisnel siège à l'Assemblée consultative provisoire dans le collège de la résistance métropolitaine, au titre du Front national dont il devient membre du Comité directeur national. 
Il rompt cependant avec le Front national (en même temps que François Mauriac, Max André, Louis Martin-Chauffier, Jacques Debû-Bridel, Louis Bergeron, le père Philippe et monseigneur Chevrot) lorsque celui-ci appelle à voter non au référendum sur les institutions.
En 1947, Henri Choisnel adhère au Rassemblement du peuple français (RPF) gaulliste. Il est élu conseiller municipal (RPF) de Reims et adjoint au maire Albert Réville, aux côtés d'André Thiénot, autre adjoint RPF.